# Kazys Bobelis
Kazys Jaunutis Bobelis (ur. 4 marca 1923 w Kownie, zm. 30 września 2013 w St. Petersburg) – litewski polityk, lekarz chirurg, poseł na Sejm w latach 1992–2006.

## Życiorys
Studiował medycynę na Uniwersytecie Witolda Wielkiego w Kownie, a także na uczelniach w Grazu i Tybindze. W 1949 wyemigrował do Stanów Zjednoczonych, gdzie specjalizował się w zakresie chirurgii. Od 1953 prowadził prywatną praktykę w Chicago. W latach 1978–1991 pracował na Florydzie w różnych szpitalach, wykładał także na amerykańskich szkołach wyższych. W 1949 został członkiem Akademii Nauk Katolickich.
Był działaczem środowiska imigrantów, od 1962 do 1976 zasiadał w radzie amerykańskiej wspólnoty litewskiej. W 1979 stanął na czele Głównego Komitetu Wyzwolenia Litwy. Po odzyskaniu niepodległości w 1991 osiedlił się z powrotem na Litwie. Stanął wówczas na czele Związku Chrześcijańskich Demokratów (KDS). W 1992, 1996 i 2000 jako jedyny przedstawiciel tego ugrupowania uzyskiwał mandat poselski.
Gdy w 2001 KDS przyłączył się do Litewskiej Partii Chrześcijańskich Demokratów, która przyjęła wówczas nową nazwę (Litewscy Chrześcijańscy Demokraci), Kazys Bobelis został wybrany przewodniczącym wspólnego ugrupowania. W 2002 kandydował w wyborach prezydenckich, uzyskując w pierwszej turze niespełna 2% głosów. Od 2003 pełnił funkcję obserwatora w Parlamencie Europejskim, od maja do lipca 2004 sprawował mandat eurodeputowanego V kadencji w ramach delegacji krajowej.
W 2004 najpierw zrzekł się funkcji przewodniczącego chadeków, następnie odszedł z partii przed wyborami parlamentarnymi, w których uzyskał po raz czwarty z rzędu mandat (z ramienia Związku Partii Chłopskiej i Nowej Demokracji). Do 2006 zasiadał we frakcji ludowej. W kwietniu tego samego roku odszedł do liberalnych demokratów, jednak już w maju 2006 zrezygnował z miejsca w parlamencie, wycofując się z bieżącej polityki.